# Mimetus verecundus
Mimetus verecundus là một loài nhện trong họ Mimetidae.
Loài này thuộc chi Mimetus. Mimetus verecundus được Arthur M. Chickering miêu tả năm 1947.